# 蛤蟆精
蛤蟆精/蟾蜍精，是传说能食月的蟾蜍，這種說法認為月蝕是蟾蜍食月。何根海引《史記》、《淮南子》的記載,認為月中陰影似蟾蜍,簡單比附為蟾蜍食月。所以,每逢日食或月食,人们都要敲锣 击鼓,鸣盆响罐来“救日”和“救月”,以为这样可以吓跑天狗和蟾蜍。以及汉代也有蟾蜍去月，天下大乱。而蟾蜍食月,亦为阴中之阳,所以具有克制阴气(兵)的力量,这大概就是“万岁蟾蜍辟兵”这一观念的逻辑。
蛤蟆精/蟾蜍精另指民间传说蛤蟆/蟾蜍成精，记载于《湖海新闻夷坚续志》。

## 参看
中国妖怪列表